# لوسيان بوتي-بريتون
لوسيان بوتي-بريتون (بالفرنسية: Lucien Petit-Breton)‏ (مواليد 18 أكتوبر 1882 - الوفاة 20 ديسمبر 1917) كان دراج فرنسي في صنف سباق الدراجات على الطريق.

## سباقات أو مراحل فاز بها
- طواف فرنسا

## روابط خارجية
- لوسيان بوتي-بريتون على موقع أرشيف الدراجات (الإنجليزية)
- لوسيان بوتي-بريتون على موقع إحصائيات الدراجات الإحترافية (الإنجليزية)
- لوسيان بوتي-بريتون على موقع CycleBase (الإنجليزية)